# Rangatira
Rangatira – dziedziczny tytuł maoryskich wodzów wywodzących się od legendarnych dowódców pierwszych siedmiu waka, wielkich żaglowych łodzi, którymi pierwsi Māori dotarli do Aotearoa. Wodzowie ci cieszyli się ogromnym szacunkiem i zaufaniem, każdy z nich posiadał własny dwór złożony z najdzielniejszych w iwi Māori Toa. Jako właściciele ziemi mieli nieograniczoną władzę, a do ich obowiązków należało wytyczanie granic pomiędzy własnym terytorium a tymi, które podlegały innym rangaritom.
Maorysi rzadko używali między sobą tytulatury swych wodzów, mówiąc o nich najczęściej „nasz przyjaciel”, a gdy chodziło o kogoś w podeszłym wieku – „nasz starszy”. Natomiast w rozmowach z Europejczykami często mawiali „nasz Rangatira”, z którego to powodu dla przybyszów słowo to stało się synonimem wodza plemienia, jakkolwiek mogło ono mieć wiele innych znaczeń.